# Lawrence Oates
Kapitan Lawrence Edward Grace Oates (ur. 17 marca 1880, zm. 17 marca 1912) – oficer Szóstego Pułku Dragonów, później podróżnik po Antarktyce. Zmarł podczas Ekspedycji Terra Nova. Oates wiedział, że z gangreną i licznymi odmrożeniami będzie spowalniał swoich towarzyszy. Wyszedł z namiotu i ruszył w zamieć na pewną śmierć, aby zwiększyć szanse przeżycia kompanów. Według dziennika prowadzonego przez kapitana ekspedycji, Roberta Falcona Scotta, ostatnie słowa Oatesa brzmiały: Wyjdę tylko na zewnątrz, może mnie chwilę nie być.

## Kariera wojskowa
W 1898 wstąpił do Trzeciego Batalionu Milicji Pułku Zachodniego Yorkshire. Służył podczas II wojny burskiej jako młodszy oficer w Szóstym Pułki Dragonów pod komendą majora Broke'a Southwell'a Greville'a. Został awansowany na drugiego oficera (ang. Second Lieutenant) w maju 1900. Brał udział w operacjach w Transwalu, Kolonii Rzeki Oranje oraz Kolonii Przylądkowej. W marcu 1901 został postrzelony w lewą nogę. Gdy był ranny dwa razy wzywano go do poddania się na co on odpowiedział: Przyszliśmy tutaj żeby walczyć, nie żeby się poddawać. Za te wydarzenia został nominowany do wręczenia Krzyża Wiktorii. 8 lutego 1902 został awansowany na porucznika. W czerwcu tego samego roku opuścił Kapsztad i wrócił do Wielkiej Brytanii. W 1906 awansowany do stopnia kapitana. Później służył w Egipcie, Irlandii i Indiach. Często mówiono na niego "Titus Oates" nawiązując do postaci historycznej.

## Udział w ekspedycji Terra Nova

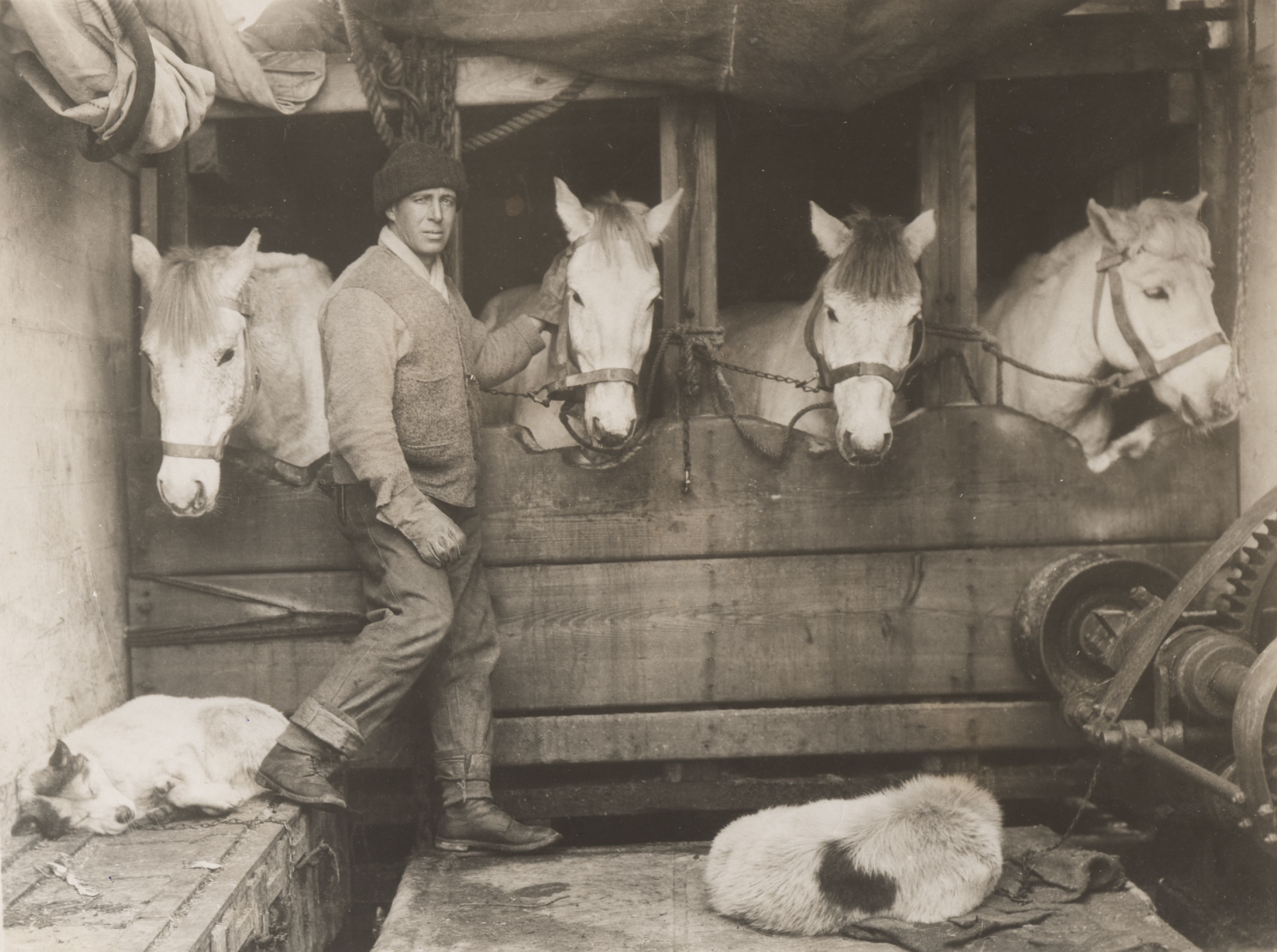
Oates opiekujący się końmi podczas ekspedycji Terra Nova.

W 1910 ubiegał się o dołączenie do ekspedycji dowodzonej przez Roberta Falcona Scotta, która miała na celu dotarcie na Biegun Południowy. Został przyjęty głównie dzięki jego doświadczeniu z końmi. Pozostali członkowie ekspedycji nazywali go "żołnierz". Do jego zadań należała opieka nad dziewiętnastoma kucykami, które miały ciągnąć sanie z zapasami. Scott zdecydował, że Oates będzie jednym z pięciu ludzi, którzy wyruszą na Biegun.
Oates nie zgadzał się ze Scottem w wielu sprawach organizacyjnych. Gdy pierwszy raz zobaczył kucyki, które Scott sprowadził był zaskoczony. Powiedział, że są one zbyt stare do pracy i że są fatalną siłą zaprzęgową. Potem dodał, że ignorancja Scotta jest ogromna. W swoim dzienniku pisał: Osobiście bardzo nie lubię Scotta, zostawiłbym to wszystko, gdyby nie to, że to jest brytyjska ekspedycja. On jest nieuczciwy, wywyższa się i nie słucha innych. Scott też wspominał o nim w swoim dzienniku, nazywał Oatesa "starym pesymistą" i napisał: Żołnierz ma bardzo ponure spojrzenie na wszystko ale zauważyłem, że to dla niego typowe.

## Upamiętnienie

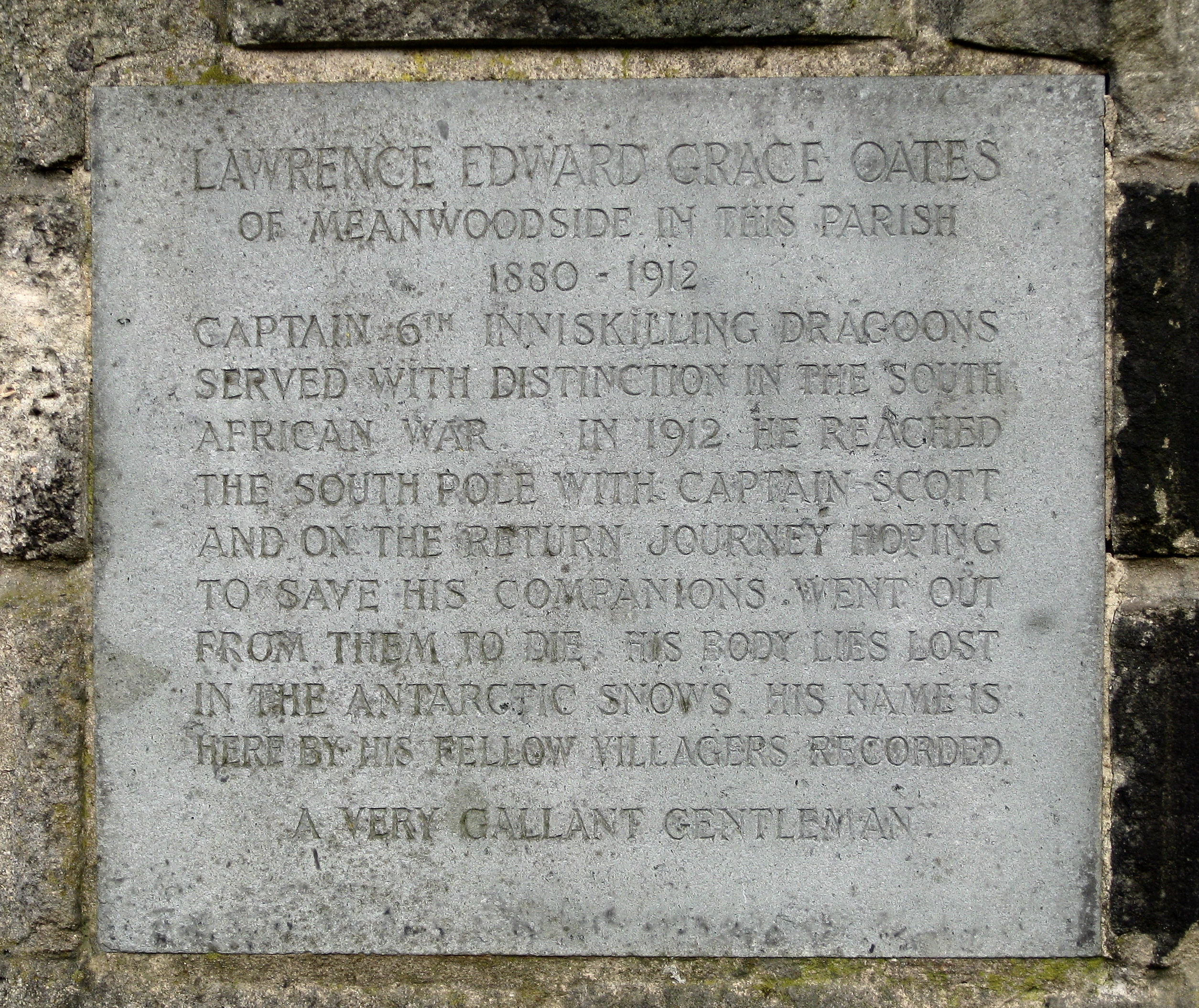
Płyta upamiętniająca śmierć Oatesa w Meanwood, Leeds

W setną rocznicę jego śmierci w Meanwood, w mieście Leeds została umieszczona płyta upamiętniająca śmierć Oatesa.
"Lawrence Edward Grace Oates pochodzący z Meanwood, z tej parafii. Kapitan Szóstego Pułku Dragonów. Służył z wyróżnieniem w wojnie burskiej. W 1912 razem z kapitanem Scottem zdobył Biegun Południowy. W drodze powrotnej mając nadzieję na uratowanie towarzyszy opuścił ich, ruszając na śmierć. Jego ciało leży gdzieś w śniegach Antarktydy. Jego imię zostało tutaj umieszczone przez jego współmieszkańców. Bardzo odważny dżentelmen."
Jego nazwiskiem nazwano obszar Antarktydy Wschodniej, Ziemię Oatesa.